# Slovenski republiški nogometni pokal
La Slovenski republiški nogometni pokal (in lingua italiana: Coppa calcistica della Repubblica slovena) è stata una competizione ad eliminazione diretta per squadre di calcio della Repubblica Socialista di Slovenia, al tempo parte della Jugoslavia.
È stata disputata dal 1953 al 1991 ed il vincitore si qualificava per la Kup Maršala Tita, la coppa di Jugoslavia. Dalla metà degli anni '70, i club che militavano nella massima serie jugoslava erano ammessi direttamente alla coppa nazionale e non partecipavano a quella repubblicana.
Vi partecipavano tutte le squadre slovene: nei primi turni gli accoppiamenti erano effettuati all'interno delle varie associazioni intercomunali, poi, fino alle semifinali, fra la zona "Est" e la zona "Ovest".
Nel 1991, la Slovenski republiški pokal si è trasformata nella Pokal Nogometne zveze Slovenije (Pokal NZS), l'attuale Coppa della federazione calcistica slovena.

## Albo d'oro

### Finali
| Stagione | Vincitore          | Risultato            | Finalista         | Finale                     | Finale                     | Finale                     |
| Stagione | Vincitore          | Risultato            | Finalista         | Città                      | Stadio                     | Spettatori                 |
| -------- | ------------------ | -------------------- | ----------------- | -------------------------- | -------------------------- | -------------------------- |
| 1953     | Odred              | 6–0                  | Branik Maribor    | Lubiana                    | Bežigrad                   | 1 000                      |
| 1954     | Odred              | 5–2                  | Rudar Trbovlje    | Lubiana                    | Bežigrad                   | 500                        |
| 1955     | Odred              | 8–0                  | Rudar Trbovlje    | Lubiana                    | Bežigrad                   | 2 000                      |
| 1956     | Odred              | 1–0                  | Triglav           | Kranj                      | Korotan                    | 2 000                      |
| 1957     | Železničar Maribor | 5–0                  | Odred             | Maribor                    | ob Tržaški cesti           | 1 000                      |
| 1958     | Odred              | 2–0                  | Železničar Gorica | Lubiana                    | ŽŠD                        | 1 500                      |
| 1959     | Branik Maribor     | 2–1                  | ŽNK Lubiana       | Maribor                    | Ljudski vrt                | 3 000                      |
| 1960     | Železničar Maribor | 4–0                  | ŽNK Lubiana       | Lubiana                    | ŽŠD                        | 1 200                      |
| 1961     | Maribor            | 2–1 (dts)            | Slovan Lubiana    | Lubiana                    | Kodeljevo                  | 1 500                      |
| 1962     | Olimpia Lubiana    | 2–0                  | Odred Krim        | Lubiana                    | Bežigrad                   | 500                        |
| 1963     | Olimpia Lubiana    | 1–0                  | Maribor           | Lubiana                    | Bežigrad                   | 5 000                      |
| 1964     | Kladivar Celje     | 3–2                  | Olimpia Lubiana   | Lubiana                    | Bežigrad                   | 3 000                      |
| 1965     | Aluminij           | 3–2                  | Olimpia Lubiana   | Lubiana                    | ŽŠD                        | 2 000                      |
| 1966     | Maribor            | 1–1 (dts), (5-0 dtr) | Olimpia Lubiana   | Lubiana                    | Bežigrad                   | 10 000                     |
| 1967     | Maribor            | 2–1                  | Olimpia Lubiana   | Lubiana                    | Bežigrad                   | 8 000                      |
| 1968     | Olimpia Lubiana    | 3–1                  | Maribor           | Lubiana                    | Bežigrad                   | 1 000                      |
| 1969     | Olimpia Lubiana    | 1–0                  | Maribor           | Lubiana                    | Bežigrad                   | 3 000                      |
| 1970     | Olimpia Lubiana    | 0–0 (dts), (3-1 dtr) | Maribor           | Maribor                    | Ljudski vrt                | 3 500                      |
| 1971     | Olimpia Lubiana    | 4–1                  | Maribor           | Lubiana                    | Bežigrad                   | 3 000                      |
| 1972     | Olimpia Lubiana    | 2–1                  | Maribor           | Maribor                    | Ljudski vrt                | 3 500                      |
| 1972–73  | Maribor            | 2–0, 4–1             | Mura              | finali ad andata e ritorno | finali ad andata e ritorno | finali ad andata e ritorno |
| 1973–74  | Maribor            | 4–1, 0–1             | Rudar Trbovlje    | finali ad andata e ritorno | finali ad andata e ritorno | finali ad andata e ritorno |
| 1974–75  | Mura               | 2–1, 7–3             | Primorje          | finali ad andata e ritorno | finali ad andata e ritorno | finali ad andata e ritorno |
| 1975–76  | Mercator           | 0–1, 3–1             | Tabor Sežana      | finali ad andata e ritorno | finali ad andata e ritorno | finali ad andata e ritorno |
| 1976–77  | Maribor            | 3–2, 2–0             | Mercator          | finali ad andata e ritorno | finali ad andata e ritorno | finali ad andata e ritorno |
| 1977–78  | Mercator           | 3–1                  | Rudar Velenje     | Lubiana                    | Bežigrad                   | 1 500                      |
| 1978–79  | Maribor            | 1–1 (dts), (4-1 dtr) | Mercator          | Lubiana                    | Bežigrad                   | 1 500                      |
| 1979–80  | Rudar Velenje      | 2–2 (dts), (4-3 dtr) | Slovan Lubiana    | Žalec                      | Š.P. Žalec                 | 1 000                      |
| 1980–81  | Maribor            | 4–0                  | Naklo             | Kranj                      | Stanko Mlakar              | 2 500                      |
| 1981–82  | Slovan Lubiana     | 4–1                  | Rudar Velenje     | Lubiana                    | Kodeljevo                  | 500                        |
| 1982–83  | Maribor            | 2–1                  | Triglav           | Kranj                      | Stanko Mlakar              | 2 000                      |
| 1983–84  | Triglav            | 1–0                  | Maribor           | Maribor                    | Ljudski vrt                | 1 000                      |
| 1984–85  | Maribor            | 1–0                  | Olimpia Lubiana   | Lubiana                    | Bežigrad                   | 1 000                      |
| 1985–86  | Maribor            | 3–3 (dts), (4-3 dtr) | Slovan Lubiana    | Maribor                    | Ljudski vrt                | 1 500                      |
| 1986–87  | Olimpia Lubiana    | 4–0                  | Maribor           | Lubiana                    | Bežigrad                   | 1 500                      |
| 1987–88  | Maribor            | 0–0 (dts), (6-5 dtr) | Olimpia Lubiana   | Maribor                    | Ljudski vrt                | 3 000                      |
| 1988–89  | Maribor            | 3–0                  | Koper             | Capodistria                | Bonifika                   | 2 000                      |
| 1989–90  | Koper              | 1–1 (dts), (5-3 dtr) | Rudar Velenje     | Velenje                    | ob Jezeru                  | 400                        |
| 1990–91  | Koper              | 3–1                  | Rudar Velenje     | Capodistria                | Bonifika                   | 400                        |

### Titoli
| Squadra                 | Titoli | Anni delle vittorie                                                          |
| ----------------------- | ------ | ---------------------------------------------------------------------------- |
| Olimpia Lubiana (Odred) | 13     | 1953, 1954, 1955, 1956, 1958, 1962, 1963, 1968, 1969, 1970, 1971, 1972, 1987 |
| Maribor                 | 13     | 1961, 1966, 1967, 1973, 1974, 1977, 1979, 1981, 1983, 1985, 1986, 1988, 1989 |
| Železničar Maribor      | 2      | 1957, 1960                                                                   |
| Svoboda (Mercator)      | 2      | 1976, 1978                                                                   |
| Koper                   | 2      | 1990, 1991                                                                   |
| Branik Maribor          | 1      | 1959                                                                         |
| Celje (Kladivar)        | 1      | 1964                                                                         |
| Aluminij                | 1      | 1965                                                                         |
| Mura                    | 1      | 1975                                                                         |
| Rudar Velenje           | 1      | 1980                                                                         |
| Slovan Lubiana          | 1      | 1982                                                                         |
| Triglav                 | 1      | 1984                                                                         |

## In Coppa di Jugoslavia

### Partecipazioni
| Stagioni | Qualificati per la Coppa di Jugoslavia |
| -------- | --- |
| 1947     | Enotnost (via campionato), Kladivar Celje, Rudar Trbovlje, Guarnigione JNA Lubiana                                                                       |
| 1948     | Odred (via campionato), Gorica, Kladivar Celje, Nafta Lendava, Rudar Trbovlje, Železničar Lubiana, Železničar Maribor, Tržič, Guarnigione JNA Radovljica |
| 1949     | Odred (via campionato), Branik Maribor, Nafta Lendava, Jadran Lubiana                                                                                    |
| 1950     | Odred, Rudar Trbovlje, Železničar Lubiana (via campionato), Branik Maribor, Mura, Gregorčič Jesenice, Guarnigione JNA Škofja Loka                        |
| 1951     | Odred, Rudar Trbovlje, Mura |
| 1952     | Odred, Rudar Trbovlje |
| 1953     | Odred |
| 1954     | Odred |
| 1955     | Odred |
| 1956–57  | Odred |
| 1957–58  | ŽŠD Maribor |
| 1958–59  | Odred |
| 1959–60  | Branik Maribor |
| 1960–61  | ŽŠD Maribor |
| 1961–62  | Maribor |
| 1962–63  | Olimpija, Maribor |
| 1963–64  | Olimpija |
| 1964–65  | Kladivar Celje |
| 1965–66  | Aluminij |
| 1966–67  | Maribor |
| 1967–68  | Maribor |
| 1968–69  | Olimpija |
| 1969–70  | Olimpija |
| 1970–71  | Olimpija |
| 1971–72  | Olimpija |
| 1972     | Coppa di Jugoslavia non disputata |
| 1973     | Olimpija (via campionato), Maribor |
| 1974     | Olimpija (via campionato), Maribor |
| 1975–76  | Olimpija (via campionato), Mura |
| 1976–77  | Olimpija (via campionato), Mercator |
| 1977–78  | Olimpija (via campionato), Maribor |
| 1978–79  | Olimpija (via campionato), Mercator |
| 1979–80  | Olimpija (via campionato), Maribor |
| 1980–81  | Olimpija (via campionato), Rudar Velenje |
| 1981–82  | Olimpija (via campionato), Maribor |
| 1982–83  | Olimpija (via campionato), Slovan |
| 1983–84  | Olimpija (via campionato), Maribor |
| 1984–85  | Olimpija (via campionato), Triglav |
| 1985–86  | Maribor |
| 1986–87  | Maribor |
| 1987–88  | Olimpija |
| 1988–89  | Maribor |
| 1989–90  | Maribor |
| 1990–91  | Olimpija (via campionato), Koper |
| 1991–92  | Olimpija (via campionato), Koper – entrambe le squadre si sono ritirate prima dell'inizio                                                                |

### Piazzamenti
| Squadra                     | Stagioni | Finali | Semifinali | Quarti | Ottavi | Sedicesimi | Preliminari |
| --------------------------- | -------- | ------ | ---------- | ------ | ------ | ---------- | ----------- |
| Enotnost / Odred / Olimpija | 31       | 1      | 1          | 6      | 8      | 11         | 4           |
| Maribor                     | 14       |        | 1          | 2      | 7      | 4          |             |
| Rudar Trbovlje              | 5        |        |            |        | 1      |            | 4           |
| Mura                        | 3        |        |            |        | 1      | 2          |             |
| Železničar Maribor          | 3        |        |            |        | 1      | 1          | 1           |
| Kladivar Celje              | 3        |        |            |        | 1      |            | 2           |
| Branik Maribor              | 3        |        |            |        |        | 1          | 2           |
| Mercator                    | 2        |        |            |        | 1      | 1          |             |
| Nafta Lendava               | 2        |        |            |        |        |            | 2           |
| Železničar Ljubljana        | 2        |        |            |        |        |            | 2           |
| Aluminij                    | 1        |        |            |        | 1      |            |             |
| Koper                       | 1        |        |            |        | 1      |            |             |
| Gregorčič Jesenice          | 1        |        |            |        |        | 1          |             |
| Jadran Lubiana              | 1        |        |            |        |        | 1          |             |
| Rudar Velenje               | 1        |        |            |        |        | 1          |             |
| Slovan                      | 1        |        |            |        |        | 1          |             |
| Triglav                     | 1        |        |            |        |        | 1          |             |
| Gorica                      | 1        |        |            |        |        |            | 1           |
| Tržič                       | 1        |        |            |        |        |            | 1           |